# 放送動画制作
株式会社放送動画制作（ほうそうどうがせいさく）は、かつて存在したアニメ制作会社。
なお、『官報』には株式会社放送動画製作と記載されている。
1972年に「株式会社大日」（だいにち）に商号変更し、テレビ・ラジオCMなどの制作会社として存続。2006年に毎日放送が保有していた株式20%を電通テックに売却した。

## 放送動画制作の略歴・概要
1966年（昭和41年）、毎日放送は『おそ松くん (第1作)』よりテレビアニメの製作に参入。同作は東映動画（現在の東映アニメーション）を退社した山本善次郎が設立したチルドレンズ・コーナーと、鈴木伸一や同作の原作者である赤塚不二夫などによって設立されたスタジオ・ゼロが制作した。同年に放送動画制作も設立された。
翌1967年（昭和42年）、毎日放送は、自社の子会社である「株式会社放送動画制作」にアニメ部を設け、チルドレンズ・コーナーとともに『かみなり坊やピッカリ・ビー』の制作を行ったのが、同社のアニメ制作の始まりである。スタッフはチルドレンズ・コーナーと同様に、ほとんどが東映動画出身者であり、光延博愛は同作で初めて演出としてクレジットされた。
1968年（昭和43年）、毎日放送は同社製作のテレビアニメーション第3作『ファイトだ!!ピュー太』を、放送動画制作に全面発注する。構成に斎藤賢、光延博愛、永沢詢（永沢まこと）がクレジットされており、このうち光延が監督を行っていたとされる。同作には、林静一、鈴木欽一郎、クニトシロウなども参加した。
『ファイトだ!!ピュー太』の放映終了後、テレビアニメの制作から撤退。斎藤賢と永沢まことはオフィス・ユニを設立し、土田治やクニトシロウなどが同社に移籍。引き続き毎日放送から発注を受ける形で1970年から1984年まで『キリンものしりシリーズ』を制作した。なお、1973年（昭和48年）の『官報』には、「株式会社放送動画制作」が同一の所在地で記載されているが、法人格を継承している大日は1972年に社名変更したとしているため、関係は不明である。。
放送動画制作は永沢まこと、倉橋達治、竹内大三、ひこねのりおなど、後にCM界や個人作家として大成する人物を多く輩出している。
『かみなり坊やピッカリ・ビー』と『ファイトだ!!ピュー太』はいずれもモノクロで制作されたことなどから再放送の機会が少なく、伝説の作品とされていたが、前者は明石家さんまが子供の頃好きだったアニメとして挙げ、後者も庵野秀明や吉松孝博から高く評価されるなど、一定のファンが付いていた。
1990年（平成2年）、毎日放送の本社を千里丘放送センターから茶屋町へ移転するために倉庫を整理していたところ、放送動画制作が手掛けた作品のフィルムがすべて発見され、約30年ぶりに再評価の機会を得た。

## フィルモグラフィ
テレビアニメ（放送動画制作時代）
| 開始年 | 放送期間        | タイトル                   | 監督     | 原作           | 共同制作               |
| ------ | --------------- | -------------------------- | -------- | -------------- | ---------------------- |
| 1967年 | 4月 - 1968年3月 | かみなり坊やピッカリ・ビー | 光延博愛 | ムロタニツネ象 | チルドレンズ・コーナー |
| 1968年 | 4月 - 9月       | ファイトだ!!ピュー太       | [ 注 1 ] | ムロタニツネ象 | N/A                    |

テレビ・ラジオCM（大日時代）
- 東芝（1982年にACCテレビCMスポット大賞）
- 東京海上火災保険（1982年にACCテレビCMグランプリ）
- パナソニック（松下電器産業時代を含む。1982年にACCラジオCMグランプリ）
- 明治乳業（現:明治）　他多数

## おもな出身者
- 斎藤賢
- 光延博愛
- 永沢まこと
- 近藤英輔
- 倉橋達治
- 竹内大三
- 小華和ためお
- ひこねのりお
- 土田治
- クニトシロウ
- 小林求
- 児玉喬夫